# Pauline Grossen
Pauline Grossen (Brugge, 25 augustus 1996) is een Vlaamse jeugdactrice.
Ze debuteerde in de zomer van 2005 op achtjarige leeftijd in Buitenspel, speelde een jaar later in de kortfilm Anémone en had in 2009 een rol in De helaasheid der dingen. Ze was elf toen de opnamen voor die laatste film begonnen.
Daarnaast figureerde ze ook al in onder andere Familie, Wittekerke, Vermist en Spring, een aantal kortfilms en veel reclamespotjes. Ze was een van de JAMmers, reporters voor JAM van VT4, en zat in 2009 in de jury van Zo is er maar één - De cup. Ze werkt ook als fotomodel, met als eerste defilé de presentatie van de jeugdcollectie van Walter Van Beirendonck.

## Filmografie
- Buitenspel (2005) als Emma
- Anémone (kortfilm, 2006) als Sarah
- De helaasheid der dingen (2009) als Sylvie